# Dey de Fetu
Le titre Dey de Fetu était porté par un souverain africain régnant sur le royaume Efutu de la Côte de l'Or (actuelle Ghana) au XVIIe siècle. 
Il était en général habillé d'une tenue d'apparat avec de nombreux objets en or et permit de nombreuses opérations de troc et d'échange marchand avec les négociants d'abord hollandais, puis anglais, danois et suédois, qui commerçaient ou s'installaient le long de cette côte, construisant des comptoirs fortifiés à partir de 1638. 
Vers 1650, le Royaume de Fetu était à son apogée aurifère : le roi pouvait à peine se lever sous le poids de ses ornements d'or et habitait un palais de plus de deux cents pièces[réf. nécessaire]. 
Ce roi, connu sous son nom hollandais de « Jan Claesen », donna en 1650 aux Hollandais la possibilité de construire un fort, contre la somme de 64 livres d'or, sur le site du fort de Cape Coast[réf. nécessaire], puis un deuxième fort pour les Suédois, introduits par Henry Caerlof, un ancien salarié des Hollandais, qui travailla ensuite pour une troisième nation, le Danemark. Il avait en effet noué des liens d'amitié avec ce navigateur et marchand hollandais d'origine polonaise.
Le commerce avec les Européens lui permit par la suite d'acquérir, en échange d'or puis d'esclaves, des mousquets et de la poudre.
Ainsi, En 1659, des navires danois sillonnent le golfe de Guinée et fondent Fort Fredriksborg et Fort Cong avec l'accord du « Dey de Fetu ».
Le 20 avril 1660, ils s'emparent de deux forts suédois, Fort Christiansborg et Carlsborg, administrés par la Compagnie suédoise d'Afrique depuis 1650.
Le plus important, Carlsborg, sera récupéré par les Britanniques en 1664 et Fredriksborg en 1685, contre compensation.
La Compagnie danoise des Indes occidentales est fondée plus tard, en 1671, pour des colonies aux Antilles.

## Dey
Le mot dey est une déformation du mot turc dāyi̊, qui signifie « oncle maternel » et semble avoir été utilisé chez les Ottomans comme titre honorifique décerné aux marins[réf. nécessaire]. Il fut ensuite utilisé pour désigner les gérants de places fortes en Afrique du Nord, comme le dey de Tunis, commandant militaire de la régence de Tunis, élu par le diwan ou conseil de la milice turque de Tunis, de 1591 à la disparition de cette fonction avec la prise de pouvoir des beys en 1705, ainsi que le dey d'Alger, titre des régents d'Alger sous la domination de l'Empire ottoman, entre 1671 à 1830[réf. nécessaire].